# Космос 482
Космос 482 (3В (В-72) № 671) е съветски опит за изстрелване на сонда към Венера, която да кацне на повърхността на планетата. Планиран е полет на две еднакви по конструкция междупланетни станции към Венера. Стартът на втората е около 4 денонощия след първата (Венера 8). Заради проблем с последната степен на ракетата-носител сондата остава на ниска околоземна орбита като изкуствен спътник.

## Полет
Стартът е успешно осъществен на 31 март 1972 г. от космодрума Байконур в Казахска ССР с ракета-носител „Молния“. Първите три степени работят нормално и апарата е изведен до разчетната орбита.
След извеждането на опорна орбита следва запалване на ускорителната степен (блок „Л“) за извеждане на апарата в траектория към Венера. 125 секунди след старта му той изключва и сондата остава в околоземна орбита. Вероятният проблем е неправилно настроен таймер. Апаратът се разпада на четири части, две от които падат на Земята две денонощия по-късно в района на Нова Зеландия. Останалите са в орбита с перигей 204 км и апогей 9806 км и падат на Земята след повече от 9 години.